# 東村明子
東村明子（日语：／ Higashimura Akiko，1975年10月15日—），日本漫畫家。宮崎縣串間市出身，O型血，女性。漫畫家森繁拓真為親弟弟。

## 經歷
- 1999年，23歳之時以刊登在NEW YEAR增刊（集英社）的作品為出道作[1]。
- 2004年結婚。翌年出產。2008年離婚。一男之母[1]。前夫為演員、作家及演出家IKKAN。此外，弟弟森繁拓真也是漫畫家[2]，除了常在部落格中提起之外，亦在弟弟的漫畫《鄰座同學是怪咖》單行本的書帶上發文舉薦[3]。
- 2010年，憑藉《海月姬》榮獲第34回（平成22年度）講談社漫畫賞少女部門賞。
- 曾在廣播劇節目《集英學園少女研究部》（集英学園乙女研究部）客串出演。
- 興趣是料理，中意的鍋為壓力鍋，尊敬的廚師為[1]。
- 作畫迅速，也按時遵守工作時間（從上午10點半至晚上7點），1個月平均生產100頁原稿，不間歇地在週刊，雙週刊及月刊上連載（2011年5月時點）。
- 與第一任離婚之後,與第二任丈夫時尚設計師安藤悟史結婚。2017年4月已經結束了第二段婚姻。
- 2015年作品《塗鴉日記》榮獲日本新媒體動漫藝術節漫畫部門大賞。[4]

## 作品列表

### 連載
連載中
- 更衣娃娃 由香（きせかえユカちゃん）共11卷（Cookie 2001年1月号 - 不定期連載、RIBON MASCOT COMICS刊）台版由長鴻出版社出版
- （duet 2010年1月号 - 連載中）
- 共10卷（ヒバナ 2015年4月号 - 2017年9月号、移籍再開預定、BIG COMICS刊）
- （月刊モーニングtwo 2015年10号 - 休載中）
- 美食偵探 明智五郎 共5卷（Cocohana 2015年8月号的短篇『美食探偵』刊載、並於同年11月号 - 連載中）

連載完結
- 全13卷（Morning 2006年2號 - 2010年6號、Morning KC刊）
- 全1卷（Super Jump 2007年21號 - 2008年10號、Oh SUPER JUMP 2008年4月）

連載時的標題是。曾和前夫（IKKAN）共著。
- 海月姬（海月姫）全17卷（Kiss 2008年21號 - 2017年10月号、講談社COMICS KISS刊）
- → 全2卷（途中改題、Kiss PLUS 2009年11月号（創刊号） - 2014年3月号（最終号）、ハツキス 2014年7月号（創刊号） - 9月号、ワイドKC刊）
- 全4卷（Chorus 2007年8月号 - 2011年7月号、集英社愛藏版COMICS刊）
- 多半在哭泣（主に泣いてます）全10卷（Morning 2010年14号 - 2013年4・5合併号、Morning KC刊）
- 塗鴉日記/写写画画（かくかくしかじか）全5卷（Cocohana 2012年1月号-2015年3月号、集英社愛藏版Comics刊），台版由東立出版社出版，陆版由新经典文化出品、海豚出版社出版
- メロポンだし! 全7卷（Morning 2013年26号 - 2014年46号、同時にLINEマンガで配信、Morning KC刊）
- 東京白日夢女（東京タラレバ娘）全9卷（Kiss 2014年5號 - 2017年6月号、講談社COMICS KISS刊）台版由青空文化出版

### 短篇集
- 愛的懸疑冒險（恋のスリサス）（RIBON MASCOT COMICS刊）

1. 2002年1月15日發售，台版由長鴻出版社出版

- 白色的約定（白い約束）（RIBON MASCOT COMICS刊）

1. 2004年11月15日發售，台版由長鴻出版社出版

- 惠比壽銀座天國（ゑびす銀座天国）（RIBON MASCOT COMICS刊）

1. 2005年1月14日發售，台版由長鴻出版社出版

## 其它
- PRIUS PHVenus「4眼LED頭燈」（2017年）[5]

## 外部連結
- （日語）官方網站 （页面存档备份，存于）
- （日語）東村アキコのブログ （页面存档备份，存于） – 東村本人的部落格。
- （日語）東村アキコ (higashimura_a)的X（前Twitter）